# ビジャレアルCFの選手一覧
ビジャレアルCFの選手一覧は、ビジャレアルCFに所属した経験のある選手の一覧。

## 選手

### GK
| - ルイス・パスクアル 1992-1999 - ホセ・アントニオ・ナバーロ 1992-1994 - フランシスコ・モリーナ 1993-1994 - サンチェス・ブロート 1994-1997 - アンドレス・パロップ 1997-1999 - ハビエル・ロペス・バジェホ 1999-2006 | - ペペ・レイナ 2002-2005 - マリアーノ・バルボサ 2005-2007 - セバスティアン・ビエラ 2005-2009 - ディエゴ・ロペス・ロドリゲス 2007-2012 - フアン・カルロス・マルティネス 2008-2015 | - ハビエル・オリバ 2009-2011 - セルヒオ・アセンホ 2013- - マリアーノ・バルボサ 2015-2020 - アンドレス・フェルナンデス 2017-2020 - ヘロニモ・ルジ 2020-2023 |

### DF
| - パスクアル・ドナト 1992-2000 - アルフレド・モンフォルト 1992-1993 - マヌエル・ギハーロ 1992-1993 - ハビ 1992-1996 - フェルナンド・マエストレ 1992-1996 - ルセット 1993-1995 - イヒニオ・カマラサ 1994-1995 - ミオドラグ・ベロデディチ 1995-1996 - キケ・メディーナ 1996-1998,1999-2001,2002-2003 - ハビ・ナバーロ 1998-1999 - マリウス・ロダーチェ 1999 - キケ・アルバレス 2000-2007 | - ロドルフォ・アルアバレーナ 2000-2007 - コンスタンティン・ガルカ 2001-2002 - ジュリアーノ・ベレッチ 2002-2004 - セサール・アルソ 2002-2006 - ハビ・ベンタ 2002-2010,2012-2013 - ファブリシオ・コロッチーニ 2003-2004 - フアン・マヌエル・ペーニャ 2004-2007 - ゴンサロ・ロドリゲス 2004-2012 - アルマンド・サ 2004-2005 - ヤン・クロムカンプ 2005 - ホセ・エンリケ 2006-2007 - ホセミ 2006-2008 | - パスカル・シガン 2006-2009 - ファブリシオ・フエンテス 2006-2009 - ディエゴ・ゴディン 2007-2010 - アンヘル・ロペス 2007-2012 - ジョアン・カプデビラ 2007-2011 - イバン・マルカノ 2009-2012 - オロフ・メルベリ 2012-2013 - マリオ・ガスパール 2010-2022 - パウ・トーレス 2017-2023 - ラウール・アルビオル 2019- - ペルビス・エストゥピニャン 2020-2022 - フアン・フォイス 2020- |

### MF
| - ラモン・プラネジェス 1992-1995 - ホセ・ビセンテ・クチャルト 1992-1995 - フランシスコ・コルナゴ 1993-1996 - ホセ・ルイス・サンディオ 1993-1996 - ホセ・カルロス・エレス 1993-1994 - フアン・カルロス・フステス 1994-1996 - ジョルディ・ビニャルス 1994-1996 - アレシャンドレ・ジョゼ・オリヴェイラ 1994-1997 - ロベルト・フェルナンデス 1995-1999 - アントニオ・ディアス 1996-1999 - フェルナンド・アウメイダ・ジ・オリヴェイラ 1997 - アルベルト・サーベドラ 1997-1999 - ダビド・アルベルダ 1998-1999 - サンドロ・メンデス 1998-1999 - デニス・シェルバン 1998-1999 | - ディエゴ・カーニャ 1999-2002 - ホルヘ・ロペス・モンターニャ 1999-2003 - ギジェルモ・アモール 2000-2002 - グスタボ・バロスケロット 2001-2002 - ワルテル・ガイタン 2001-2002 - / イバン・モレノ・イ・ファビアネーシ 2001-2002 - ホシコ 2002-2008 - マルコス・セナ 2002-2013 - エクトル・フォント 2002-2003、2004-2006 - ロジェール・ガルシア 2003-2006 - サンティ・カソルラ 2003-2006、2007-2011 - フアン・ロマン・リケルメ 2003-2007、2007 - アントニオ・バレンシア 2004-2005 - セバスティアン・バタグリア 2004-2005 - ファン・パブロ・ソリン 2004-2006 | - アレッシオ・タッキナルディ 2005-2007 - レアンドロ・ソモサ 2006-2007 - カニ 2006-2015 - ロベール・ピレス 2006-2010 - ブルーノ・ソリアーノ 2006- - マティアス・フェルナンデス 2006-2009 - リオ・マヴュバ 2007-2008 - セバスティアン・エグレン 2008-2010 - エジミウソン 2008-2009 - アリエル・イバガサ 2008-2010 - ロベルト・フローレス 2008-2011 - ジェフェルソン・モンテーロ 2009-2011 - ダビド・フステル 2009-2010 - オリベル・トーレス 2014-2024 |

### FW
| - ロベルト 1977-1979,1995-1999 - シリル・マカナキ 1992-1993 - ホセ・ルイス・マテウ 1992-1993 - ペドロ・アルカニス 1992-1994 - エドゥ・アルナウ 1992-1994 - ラウール・ドス・サントス 1994-1996 - ガルシア・ピタルチ 1994-1996 - サリージャス 1996-1999 - ミゲル・アンヘル・アングロ 1996-1997 - フアン・アントニオ・ピッツィ 1996-1998 - トーマス・クリスチャンセン 1997-1999 - ジカ・クライオベアヌ 1998-2002 - モイセス・ガルシア 1998-2001 | - ブルーノ・マリオーニ 2000-2001 - ビクトル 2000-2004 - マルティン・パレルモ 2001-2003 - アントニオ・グアイレ 2001-2006 - カルロス・アランダ 2002 - アントニオ・デ・ニグリス 2003 - ソニー・アンデルソン 2003-2004 - ホセ・マリ 2003-2007 - ルシアーノ・フィゲロア 2004-2006 - ディエゴ・フォルラン 2004-2007 - ギジェルモ・フランコ 2006-2009 - ニハト・カフヴェチ 2006-2009 | - ホナタン・ペレイラ 2006-2010, 2013- - ヨン・ダール・トマソン 2007-2008 - ジュゼッペ・ロッシ 2007-2013 - ジョアン・トマス 2008-2010 - ホセバ・ジョレンテ 2008-2010 - ジョジー・アルティドール 2008-2011 - マルコ・ルベン 2008-2010 - ニウマール 2009-2013 - フェルナンド・カベナギ 2012-2013 - ジェラール・モレノ 2012-2015,2018- - カルロス・バッカ 2017-2021 - カール・トコ・エカンビ 2018-2020 |

## カンテラ出身の選手
- サンティ・カソルラ
- パブロ・イニゲス
- ハウメ・コスタ
- マリオ・ガスパール

## 選手記録
| # | 選手                 | 所属期間                        | 出場 |
| - | -------------------- | ------------------------------- | ---- |
| 1 | ブルーノ・ソリアーノ | 2006-2020                       | 425  |
| 2 | マリオ・ガスパール   | 2009-                           | 406  |
| 3 | マヌ・トリゲロス     | 2012-                           | 378  |
| 4 | マルコス・セナ       | 2002-2013                       | 363  |
| 5 | サンティ・カソルラ   | 2003-2006, 2007-2011, 2018-2020 | 334  |

| # | 選手                 | 所属期間                        | 得点 |
| - | -------------------- | ------------------------------- | ---- |
| 1 | ジェラール・モレノ   | 2012-2015, 2018-                | 82   |
| 2 | ジュゼッペ・ロッシ   | 2007-2013                       | 82   |
| 3 | アドリアーノ         | 1986-1993                       | 75   |
| 4 | ディエゴ・フォルラン | 2004-2007                       | 59   |
| 5 | サンティ・カソルラ   | 2003-2006, 2007-2011, 2018-2020 | 57   |